# Шматко, Евдокия Яковлевна
Евдокия Яковлевна Шматко (15 июня 1927, Новосёловка, Мелитопольский округ — 26 октября 1994, Вишнёвое, Днепропетровская область) — передовик советского сельского хозяйства, доярка Днепропетровского конного завода № 65 Покровского района Днепропетровской области, Герой Социалистического Труда (1973).

## Биография
Родилась 15 июня 1927 года в селе Новосёловка Покровского района (ныне Днепропетровской области) в украинской крестьянской семье.
В 1931 году вся семья переехала в село Вишнёвое работать на конном заводе № 65. До начала войны завершила обучение в пяти классах Вербовской школы.
Во время Великой Отечественной войны находилась на оккупированной территории. После освобождения в конце 1943 года участвовала в восстановлении хозяйства. С возвращением из эвакуации остатков лошадей стала работать конюхом племенной части завода. После создания на заводе дойного цеха, перешла работать дояркой и уже через год получила от каждой коровы в среднем по 3000 килограмм молока.
Указом Президиума Верховного Совета СССР от 6 сентября 1973 года за получение высоких показателей в сельском хозяйстве и рекордные надои молока Евдокии Яковлевне Шматко было присвоено звание Героя Социалистического Труда с вручением ордена Ленина и медали «Серп и Молот».
Продолжала трудиться дояркой до выхода на заслуженный отдых.
Избиралась депутатом Вишнёвского сельского и Покровского районного советов депутатов.
Проживала в селе Вишнёвое. Умерла 26 октября 1994 года, похоронена на сельском кладбище.

## Награды
- Медаль «Серп и Молот» (06.09.1973);
- трижды орден Ленина (22.03.1966, 08.04.1971, 06.09.1973);
- Медаль «За доблестный труд в Великой Отечественной войне 1941—1945 гг.»;
- другие медали.